# Gierslev Sogn
Gierslev Sogn (tidligere også Gerslev) er et sogn i Kalundborg Provsti (Roskilde Stift).
I 1800-tallet var Gierslev Sogn et selvstændigt pastorat. Det hørte til Løve Herred i Holbæk Amt. Gierslev sognekommune indgik i 1966 - 4 år før kommunalreformen i 1970 - i Høng Kommune, der ved strukturreformen i 2007 indgik i Kalundborg Kommune.
I Gierslev Sogn findes Gierslev Kirke fra Middelalderen og Vester Løve Kirke fra 1912.
I sognet findes følgende autoriserede stednavne:
- Bredlænge (bebyggelse)
- Bøstrup Toelstang (bebyggelse, ejerlav)
- Engvang (bebyggelse)
- Gierslev (bebyggelse)
- Gierslev By (bebyggelse, ejerlav)
- Kagsmark (bebyggelse)
- Keldsømade (bebyggelse)
- Knudstrup (bebyggelse)
- Knudstrup By (bebyggelse, ejerlav)
- Knudstrup Mark (bebyggelse, ejerlav)
- Kohave (bebyggelse)
- Lodbjerggård (bebyggelse)
- Løve By (bebyggelse, ejerlav)
- Løvegård (landbrugsejendom)
- Råmose (bebyggelse)
- Stenmose (bebyggelse)
- Toelstang (bebyggelse)
- Vester Løve (bebyggelse)